# Chymus
Chymus is de brij die na vermenging in de maag, de maag verlaat. In de maag wordt het voedsel gekneed en vermengd met maagsap, speeksel en zoutzuur. Daarna wordt de brij door de maagportier doorgegeven naar de twaalfvingerige darm.
Als de brij het maagportier verlaat heeft het een pH van 2 en is het dus erg zuur. Om de pH te verhogen, scheidt de twaalfvingerige darm hormonen af, cholecystokinine en secretine. Cholecystokinine zorgt ervoor dat de galblaas zich samentrekt waardoor er gal vrijkomt in de twaalfvingerige darm. Secretine stimuleert de alvleesklier om grote hoeveelheden natriumwaterstofcarbonaat uit te scheiden. Hierdoor wordt de pH-waarde verhoogd tot 7, voordat het verdergaat naar de nuchtere darm.
De twaalfvingere darm is beschermd door een dikke laag slijm en stimuleert de productie van pH-verhogende stoffen, hierdoor is het niet zo gevoelig voor het zeer zure chymus, met uitzondering van de maag, in vergelijking met de rest van de spijsverteringsorganen.